# Geusibia digitiformia
Geusibia digitiformia är en loppart som beskrevs av Gong Zhengda et Lin Jiabing 1990. Geusibia digitiformia ingår i släktet Geusibia och familjen smågnagarloppor. Inga underarter finns listade i Catalogue of Life.